# Билет до Рая
„Билет до Рая“ (на английски: Ticket to Paradise) е романтична комедия от 2022 г. на режисьора Ол Паркър, който е съсценарист с Даниел Писки. Във филма участват Джордж Клуни и Джулия Робъртс, които са продуценти във филма.
Премиерата на филма се състои в Барселона на 8 септември 2022 г., и е пуснат във Великобритания на 20 септември, и в Съединените щати на 21 октомври от „Юнивърсъл Пикчърс“.
Историята на филма се разказва за двамата разведени родители, които пътуват към Бали, след като научава, че дъщеря им Лили ще се омъжи за Геде, която се е запознала с него. Те решават да работят заедно, за да саботират сватбата, и за да попречат на Лили да направи същата грешка, които са направили преди 25 години.

## Актьорски състав
- Джордж Клуни – Дейв, бившия съпруг на Джорджия и баща на Лили
- Джулия Робъртс – Джорджия, бившата съпруга на Дейв и майка на Лили
- Кейтлин Девър – Лили, дъщерята на Дейв и Джорджия и годеница на Геде
- Максим Бутие – Геде, годеникът на Лили
- Били Лорд – Руен Бътлър
- Лукас Браво – Пол

## Продукция
„Билет до Рая“ е копродукция между „Уъркинг Тайтъл Филмс“, „Смоукхаус Пикчърс“ и „Ред Ом Филмс“. Филмът е обявен от „Юнивърсъл Пикчърс“ на 26 февруари 2021 г. Събира актьорите Джордж Клуни и Джулия Робъртс, които преди участваха заедно в „Бандата на Оушън“ (2001), „Самопризнанията на един опасен ум“ (2002), „Бандата на Оушън 2“ (2004) и „Пулсът на парите“ (2016).
Снимките се проведоха в Куинсланд, Австралия между ноември 2021 г. и февруари 2022 г.
По време на пост-продукцията, Лорни Балфи композира музиката за филма.

## Премиера
„Юнивърсъл Пикчърс“ пусна филма по кината в Австралия на 15 септември 2022 г., във Великобритания на 20 септември 2022 г., и в Съединените щати на 21 октомври 2022 г. Той излиза в САЩ на 21 октомври 2022 г. Филмът ще се излъчи в стрийминг платформата „Пийкок“ след 45 дни след премиерата му по кината.
В България филмът е пуснат по кината на 16 септември 2022 г. от „Форум Филм България“. Преводач на филма е Милена Боринова.